# Petrorossia intermedia
Petrorossia intermedia är en tvåvingeart som först beskrevs av Enrico Adelelmo Brunetti 1920.  Petrorossia intermedia ingår i släktet Petrorossia och familjen svävflugor. Inga underarter finns listade i Catalogue of Life.